# Macaco-prego-preto
Macaco-prego-preto (Sapajus nigritus), popularmente conhecido simplesmente por macaco-prego ou mico-preto, é uma espécie de macaco-prego, um macaco do Novo Mundo do gênero Sapajus, e família Cebidae. Já foi considerado como subespécie de Sapajus apella e do gênero Cebus, sendo considerado espécie propriamente dita e em um gênero a parte.
A classificação de Groves (2001) considerou a existência de três subespécies (como gênero Cebus):
- C. n. nigritus
- C. n. cucullatus
- C. n. robustus

Entretanto, Silva Jr (2001) considerou a forma robustus como uma espécie propriamente dita, e S. nigritus como monotípico.
Ocorre no nordeste da Argentina (província de Misiones) e no sudeste do Brasil, desde o sul do rio Doce e rio Grande até o norte do Rio Grande do Sul, sendo típico da Mata Atlântica do sudeste brasileiro e o macaco-prego com a ocorrência mais ao sul que se conhece. Ocorre em um grande número de habitas florestais, desde florestas de galeria até florestas submontana e montana. É adaptável e sobrevive em áreas de floresta secundária.

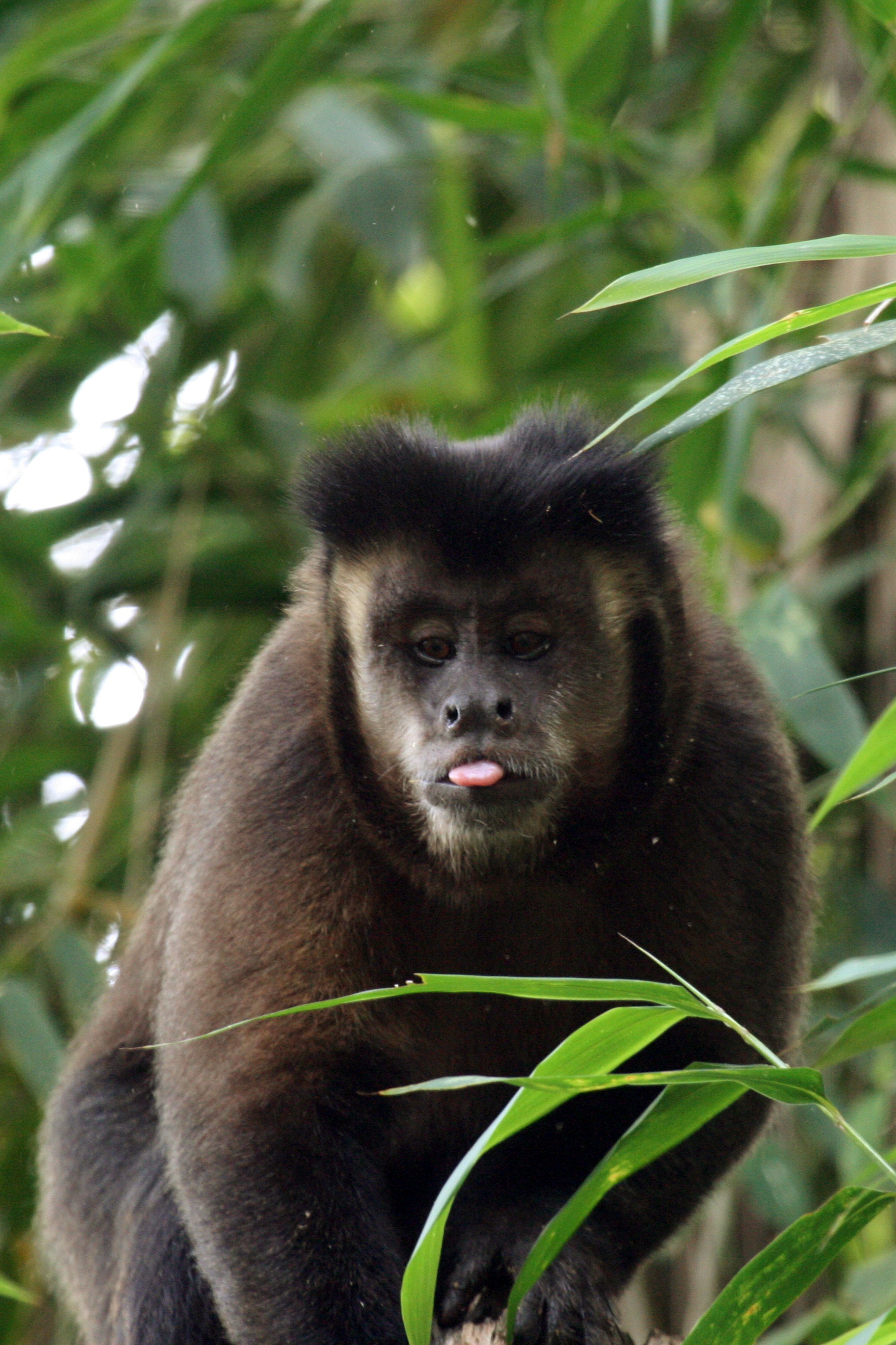
S. nigritus, forma típica.

Os machos têm entre 42 e 56 cm de comprimento, e as fêmeas entre 42 e 48 cm, com a cauda medindo até 56 cm. O peso varia entre 2,6 e 4,8 kg. Possui tufos muito proeminentes, e a pelagem é de um marrom ou cinza escuro, com as partes ventrais tendendo a ser mais avermelhadas. As populações mais ao sul são pretos, e podem representar um grupo taxonômico distinto das populações mais ao norte.
Se alimenta desde alimentos de origem animal, até frutos e folhas. A dieta muda de acordo com o ambiente que ocorre e a estação do ano. No forrageio, foi observado a quebra de cocos de Syagrus romanzoffiana com pedras para obtenção de larvas de besouro, o que demonstra capacidade de uso de ferramentas espontaneamente, em liberdade. Vivem em grupos de 8 a 35 indivíduos, em áreas de 81 a 293 hectares, e os territórios de grupos diferentes podem se sobrepor. Nesses grupos existem hierarquias, tanto entre os machos, quanto entre as fêmeas. Geralmente, existem 1 ou 2 machos adultos. Se reproduzem durante o ano todo, mas os nascimentos se concentram nas épocas mais chuvos do ano em regiões que há sazonalidade. A gestação dura entre 149 e 158 dias, e dão à luz a um filhote por vez, em intervalos que podem variar de 19 a 35 meses por fêmea. A maturidade sexual das fêmeas é alcançada com cerca e 4 anos de idade.
S. nigritus é adaptável e amplamente distribuído, e a IUCN considera como "quase ameaçado", apesar de grande parte de seu habitat já ter sido alterado pelo homem. Ocorre em muitas unidades de conservação no Brasil, como o Parque Nacional do Iguaçu, o Parque Estadual Morro do Diabo, o Parque Estadual Carlos Botelho, o Parque Nacional do Caparaó, o Parque Estadual do Rio Doce, o Parque Estadual Serra do Brigadeiro, o Parque Estadual Intervales; e na Argentina, como o Parque Nacional Iguazú.